# Darkthrone Holy Darkthrone – Eight Norwegian Bands Paying Tribute
Darkthrone Holy Darkthrone – Eight Norwegian Bands Paying Tribute ist ein Tributealbum an die norwegische Black-Metal-Band Darkthrone, auf der ihre Stücke von acht der bekanntesten Bands aus der norwegischen Black-Metal-Szene der 1990er Jahre nachgespielt werden. Es wurde 1998 von Moonfog Productions veröffentlicht.

## Titelliste
1. Satyricon – Kathaarian Life Code
2. Enslaved – Natassja in Eternal Sleep
3. Thorns – The Pagan Winter
4. Emperor – Cromlech
5. Dødheimsgard – Green Cave Float
6. Gehenna – Transilvanian Hunger
7. Gorgoroth – Slottet i det fjerne
8. Immortal – To Walk the Infernal Fields

## Cover
Ebenso wie Darkthrones Schallplattencover der 1990er Jahre zeigt das der Kompilation eine Schwarz-Weiß-Aufnahme eines Bandmitglieds in der Natur, in diesem Fall Fenriz mit Corpsepaint und grimmigem Ausdruck in kniender Pose. Dem Label zufolge ist das Cover damit „minimalistisch im wahren Geist von Darkthrone“.

## Stil
Bis auf Cromlech und Green Cave Float stammen alle Titel aus der klassischen Black-Metal-Phase der Band. Die Bands behalten im Wesentlichen den Aufbau des jeweiligen Originals bei, kopieren dieses jedoch nicht, sondern passen es an ihren jeweiligen Stil an. Gesanglich unterscheidet sich besonders Thorns’ Version von The Pagan Winter vom Original, da ein Vocoder eingesetzt und auf Screaming verzichtet wurde. Während die meisten Titel besser produziert sind als die Originale, wird Gorgoroths Slottet i det fjerne von einigen Nebengeräuschen wie Rückkopplungen begleitet.

## Kritiken
Sowohl die eigenwilligen Interpretationen, besonders die von The Pagan Winter, als auch originalgetreuere Stücke wie Natassja in Eternal Sleep wurden gemischt aufgenommen. Der Metal Observer bezeichnete das Tributealbum als durchschnittlich, da es den ursprünglichen Geist nicht respektiert habe.